# Fredric Brown

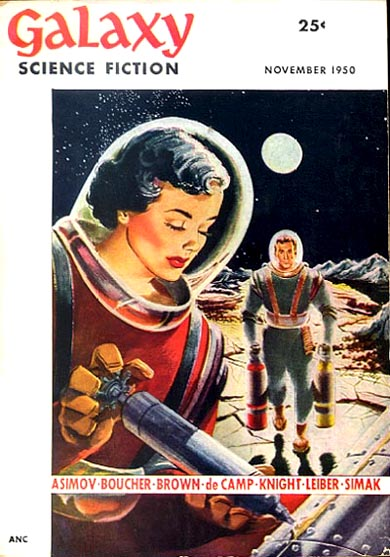
Brown Nászutasok a Pokolban című novellája a Galaxy Science Fiction 1950. évi második száma címlapján

Fredric Brown (Cincinnati, Ohio, 1906. október 29. – Tucson, Arizona, 1972. március 11.) amerikai tudományos-fantasztikus író.

## Munkái
Cincinnatiban született. Irodalmi pályafutását 1936-ban kezdte. Első tudományos-fantasztikus írása, a Not Yet the End a Captain Future című magazin 1941. téli számában jelent meg.
What Mad Universe (1949) című regénye a ponyva-sci-fi irodalmi hagyományainak paródiája. Martians, Go Home című regénye egy, az emberi gyengeségekről írt szatíra, amelyben milliónyi marslakó érkezik a Földre, de nem azért, hogy leigázza az emberiséget, hanem azért, hogy az őrületbe kergesse. The Lights in the Sky Are Stars (1952) egy öreg űrhajós történetét meséli el, aki megpróbál visszatérni az űrprogramba azután is, hogy a Kongresszus megvonta az anyagi forrásokat. The Hobbyist (1961) című rövid története egy Sangstrom nevű emberről szól, aki kétségbeesetten kutat egy kimutathatatlan méreg után, ám miután megtalálta, véletlenül sokat be is vesz belőle. Arena című novellája a Star Trek című televízió sorozat hasonnevű epizódja alapjául szolgált. A történet később a Marvel Comics World Unknown sorozata 1973. évi 4. számában is megjelent.
Fredric Brown első, nem fantasztikus, hanem bűnügyi regénye, a The Fabulous Clipjoint Edgar-díjat kapott a legkiemelkedőbb első bűnügyi regény kategóriájában. A regény egy sorozat nyitókötete volt, amelyek főszereplői Ed és Amnrose Hunter voltak.
Brown számos könyve okkult, természetfeletti fenyegetést mutat be, mielőtt a rejtély köznapi megoldása kiderülne, például a Night of the Jabberwock, amely egy humoros történet egy kisváros lapszerkesztőjének rendkívüli napját mutatja be. A The Screaming Mimi (amelyből 1958-ban film készült Anita Ekberg és Gypsy Rose Lee főszereplésével, Gerd Oswald rendezésében), valamint a The Far Cry Cornell Woolrich munkáira emlékeztető noir-regények. A Lenient Beast több, egyes szám első személyű leírással kísérletezik, köztük egy mélyen vallásos sorozatgyilkoséval. E munkája a fehérek és a latinok közt faji feszültségeket is bemutatja az USA Arizona államában.
Felesége közlése szerint Fredric Brown gyűlölt írni, s mindent megtett, hogy elodázza az alkotást – zenélt, kihívta a barátait egy sakkjátszmára, vagy egyszerűen csak játszott a család sziámi macskájával, Ming Tah-val. Ha írás közben elakadt, felült egy távolsági buszjáratra, s utazás közben találta ki a történet végét.

## Munkásságának hatása
Arena című novelláját a Science Fiction Writers of America az 1965 előtt írt húsz legjobb tudományos-fantasztikus történet egyikévé választotta. The Waveries című novelláját Philip K. Dick méltatta. Knock című írása első két mondata önmagában egy rövid, önálló mininovella. Egy volt azon három szerző közül, akiknek Robert A. Heinlein a Stranger in a Strange Land című munkáját ajánlotta (a másik két szerző Robert Cornog és Philip José Farmer volt).
Danse Macabre című munkája (1981) a horror műfajának összefoglalója 1950-től. Stephen King az időszak körülbelül száz legfontosabb könyve közé sorolta. Nightmares and Geezenstacks című novellagyűjteményét Stephen King különösen jelentősnek tartotta. Naturally című írásából Geometria címmel Guillermo del Toro rendezett rövidfilmet. Másik írásából, a The Last Martian-ból az Alfred Hitchcock Presents című sorozat Human Interest Story című epizódja készült el. The Lights in the Sky Are Stars című regényének címe a Gurren Lagann című anime sorozat utolsó epizódjának címe is volt.

## Magyarul megjelent művei
Számos novellája megjelent különböző lapokban, az itt közölt lista csupán a Galaktikában, antológiákban kiadott írásait és önálló köteteit tartalmazza.
- A lidércálom szürkében (novella, Galaktika 13., 1975)
- Kapcsolat (novella, Galaktika 13., 1975)
- Füles meg én meg a Mars-lakók (novella, Mack Reynoldsszal közösen, Galaktika 13., 1975)
- A karikaturista (novella, Mack Reynoldsszal közösen, Galaktika 13., 1975, utánközlés: Galaktika 189., 2005)
- A fegyver (novella, Galaktika 13., 1975, utánközlés: Metagalaktika 1., 1978)
- A bosszúálló flotta (novella, Galaktika 13., 1975)
- Vége (novella, Galaktika 13., 1975)
- Veszendőbe ment nagy felfedezések (novella, Galaktika 18., 1976, utánközlés: Galaktika 194., 2006)
- Sötét közjáték (novella, Mack Reynoldsszal közösen, Galaktika 26., 1977)
- Fogócska (novella, Galaktika 63., 1985)
- Bábszínház (novella, Galaktika 122., 1990)
- Egy kiváló ember (novella, Galaktika 142., 1992)
- Szárnyak suhogása (novella, Galaktika 142., 1992)
- Séta dilire (novella, Galaktika 142., 1992)
- Az utolsó marslakó (novella, Galaktika 142., 1992)
- Nászutasok a Pokolban (novella, Galaktika 142., 1992)
- A kupola (novella, Galaktika 142., 1992)
- Hans Carvel gyűrűje (novella, Galaktika 142., 1992)
- Vér (novella, Galaktika 152., 1993)
- Módszerek (novella, Galaktika 153, 1993)
- Aréna (novella, Galaktika 180., 2005)
- Mandiner (novella, Galaktika 203., 2007)
- Levél a főnixnek (novella, Galaktika 275., 2013)
- A kísérlet (novella, Galaktika 290., 2014)
- Ítélet (novella, Galaktika 293., 2014)
- Gondolják el! (novella, Galaktika 296 XL, 2014)
- Őrségben (novella, Galaktika 299., 2015)
- Százszorszépek (novella, Galaktika 303., 2015)
- Harmagedón (novella, Metagalaktika 4., 1983, utánközlés: A pokolba tartó vonat, antológia, hangoskönyv, Kossuth kiadó, 2007)
- És akkor kopogtak (novella, Metagalaktika 9., 1986)
- Tébolyult hely a Placet (novella, Metagalaktika 9., 1986)
- A csillagegér (novella, Riadó a Naprendszerben, antológia, 1965)
- A tükörterem (novella, Gyilkos idő című antológia, szerkesztette Isaac Asimov, Maecenas, 1988, utánközlés: Út a csillagokig, antológia, 2009)
- Válasz (novella, Szivélyes Fahrenheit című antológia, szerkesztette Isaac Asimov, Magyar Könyvklub, 1993)
- Marslakók, mars haza! Szatirikus sci-fi; ford. Simóné Avarosy Éva; Háttér, Bp., 1991

## Fordítás
- Ez a szócikk részben vagy egészben  a   Fredric Brown című angol Wikipédia-szócikk ezen változatának fordításán alapul.  Az eredeti cikk szerkesztőit annak laptörténete sorolja fel. Ez a jelzés csupán a megfogalmazás eredetét és a szerzői jogokat jelzi, nem szolgál a cikkben szereplő információk forrásmegjelöléseként.